# Prhati (gmina Višnjan)
Prhati – wieś w Chorwacji, w żupanii istryjskiej, w gminie Višnjan. W 2011 roku liczyła 53 mieszkańców.